# 奇異恩典 -What color is your attribute?-
《奇異恩典 -What color is your attribute?-》是Cabbage Soft在2018年11月30日發售的戀愛冒險類型成人遊戲。2019年9月26日由dramatic create發售PlayStation 4版本。

## 故事簡介

### 設定
本作设定于2018年，围绕主人公修反复回到过去试图阻止2018年圣诞节发生在一个小镇上的毁灭性的爆炸与火灾事件展开。小镇与世隔绝，四周用名为「极光」的高大围墙围住，小镇的居民被告知外界早已于101年前的1917年毁灭。在小镇内所有人接受传统的艺术教育，忽略文化课程的教授，居民普遍不识字，小镇中也没有文字和数字的踪影，意义全部依靠符号传达。
修因为来自外界，颠覆小镇居民的认知而引发话题。他与同学悠音因为吃下生命與智慧之果而获得了回溯时间的能力，只要二者有人真心期望时光倒流便会发动，发动后二人进入次空间。在次空间中，吃下生命之果的人可以将吃下智慧之果的人送回至吃下果实的时刻。吃下智慧之果的人在回溯中可以保留记忆；但是吃下生命之果的人其意识会留在次空间中，直到能力耗尽前不能回到现实世界中的过去，故在吃下智慧之果的人眼中对方无法留存记忆。

### 剧情
来自外界、在湖边奄奄一息的修被人发现并带至小镇的聖亞雷亞學園治疗，于2018年11月28日在悠音的房间中苏醒。修发现自己失憶，后被安排转入聖亞雷亞學園就读二年级。在小镇生活的过程中，修结识了当时自己在湖边昏迷前看到的悠音、比自己低一个年级的咲夜、与自己同年级的桐繪、学姐言葉、学长兼宿舍长的義道等人。修在人們的親切幫助下渡過了快樂的學校生活。在这段时间中，悠音与修在12月2日晚发现并分别吃下了生命苹果與智慧苹果。此外，修在与同学的交往中获知有一位名为「林果」的学姐在一年前因「触犯禁则」而突然消失。众人为筹备圣诞节而努力，但在2018年12月25日這一天，小鎮突然發生了原因不明的爆炸与大火。绝望的悠音拚命祈禱，最终发现自己和修因为吃下苹果而得到了能夠回溯到2018年12月2日的能力，二人便反复尝试改写小镇爆炸的结局但皆以失败告终。修意识到悠音除了将自己送回过去，还可能将其他人也一同送回并妨碍自己解除危机，遂将怀疑对象放在了身边人身上，但在之后的轮回中仍然未能调查出小镇爆炸的真相。在经历了10次失败后，悠音告诉修自己的轮回能力即将见底，遂最后一次尝试将修送到了更遥远的过去、修刚刚来到小镇的时候。在第11次轮回中，修在12月2日阻止了悠音吃下生命苹果。意识被留在次空间的悠音与现实世界中的悠音融合，修探明了一切的真相。
1917年，馬塞爾·杜尚公开发表《噴泉》，导致艺术崩坏。因此在第二次世界大战中来自轴心国的三人决意重建传统艺术，筹备创造出一片与世隔绝的区域并仿造文艺复兴时期的氛围尝试让居民创作出传统艺术作品，但是设置于意大利的第一代小镇仅仅在两年后便因大火而毁灭。后人在小镇的遗迹中发现遇难者描绘小镇火灾现场的画作《克羅薩的失樂園》，该画作被奉为杰作，给予了小镇筹备者信心并后续建立了位于德国的第二代小镇和位于日本北海道的第三代小镇。第三代小镇的学生均为在幼年便遴选出的艺术天才被送入小镇，并接受隔绝外界文化、排除一切文字的艺术学习。小镇的管理者渡良瀨惣一定期将学生创作的作品运出小镇拍卖获取运营经费，但在大量的学生作品导致价格贬值以及管理者急需治疗自身疾病的经费的困境下，渡良瀨惣一决心毁灭小镇以图再现《克羅薩的失樂園》。为此他在2016年找到了当时仍就读一年级的義道，激起了他对「破坏之美」的向往与毁灭欲，并定于两年后的圣诞节毁灭小镇。林果后来闯入藏于小镇地下的控制室中得知了计划，最终被迫服用「缪斯」清除记忆后遭到驱逐。
渡良瀨惣一的儿子——主人公渡良瀨修——希望阻止父亲的计划，在与林果碰面后以「音乐教师」的身份于2018年1月27日进入小镇，成功阻止了義道于2018年12月25日发动的小鎮破滅計劃。然而，早在2017年12月3日晚，義道与他的妹妹咲夜便吃下了2017年的生命與智慧之果，获得了回溯到2017年12月3日的能力。義道执意毁灭小镇，咲夜既不能阻止哥哥又不忍看到居民遇难，便积极在爆炸当日安排逃出小镇的逃生路径。在義道与咲夜的前6次循环中，修皆成功阻止了義道；但从第7个循环开始，咲夜变装成悠音在修于2018年1月27日刚进入小镇之时使其昏迷并一直囚禁304天至2018年11月28日，期间消除修的记忆并安排修以学生身份入学。本以为顺利完成計劃的二人却被悠音与修继续卷入循环回到2017年12月3日重新开始，继续轮回了十余次。最终在咲夜的消极态度和所有人的劝说下，義道的计划以失败告终，義道也打消了毁灭小镇的念头。此时，由于反复多次将修和咲夜回溯甚至将修回溯至他吃下智慧之果之前的时间点，悠音嚴重消耗了自己的生命，最终被夺取了言語能力乃至消失。但是在这次循环中，修在阻止悠音吃下生命苹果后自己吃下生命苹果，并将智慧苹果做成苹果派在圣诞前夜分给所有人吃，遂发动回溯能力将所有人包括悠音回溯至一天前的圣诞前夜，在守住胜利果实的同时阻止了悠音消失。
玩家在事件彻底解决后可以进入一直陪伴自己进行轮回的悠音的结局，或者在反复囚禁同住过程中逐渐培养出对自己的爱意的咲夜的结局。此外，玩家也可能因为在调查桐繪或言葉的过程中接受了让小镇毁灭但居民顺利逃生的方案而分别进入桐繪或言葉的结局，但此时游戏将提前结束，事后義道不知所踪、咲夜也可能随之离去、被留在次空间的悠音不会回到现实世界。不论玩家进入哪个结局，小镇最终均走向开放。

## 登場角色

註：角色姓名在遊戲中均以片假名表記，記於斜線前，中文譯名僅供參考。玩家直到遊戲末尾的製作人員名單才能得知所有角色的完整真實漢字姓名，記於斜線後。

### 主要角色
修 / 渡良瀨修
主人公。日本小鎮的建造者渡良瀨惣一的兒子，因為聽聞父親想要毀滅小鎮而以音樂教師的身分進入小鎮，並成功阻止小鎮毀滅。
之後在小鎮破滅計劃的發起者柊義道、柊咲夜兄妹的策畫下被強迫服用失去記憶的藥物「繆斯」，並在咲夜的安排下以聖亞雷亞學園學生的身分渡過從2018年11月28日開始的日子。12月2日時和悠音一起吃了生命與智慧之果，因而在12月25日的火災中得以回到12月2日當天。即使得以回到過去，但在柊家兄妹取得先機的情況仍失敗了十次。第十一次在悠音的提議下回到2018年1月27日展開調查，並藉由多次的失敗經驗推斷出咲夜是小鎮破滅計劃的主使者之一，後來受林果幫助服用了反繆斯後恢復了記憶，且因為咲夜不參與該次的計劃，終於成功阻止大火的發生。
悠音 / 天城悠音
聲優：
和修同年的女孩。個性純真善良，對於初次見面且失憶的修能夠毫無芥蒂的幫助他。擅於唱歌，但在桐繪的电影镜头前演技拙劣。
12月2日得到生命與智慧之果時吃了能回溯時間的生命之果，但本人並不會留下回溯前的記憶。第十一次發動能力時讓修回到2018年1月27日，但這超出常識範圍的行動已嚴重消耗自己的生命，在該次與修相處時被奪走了言語的能力，因此也不能在文化祭時唱歌，成功阻止義道的計劃後原本將要消失，但在修的援助及不死果實「黃金的蘋果」出現下，得以不用消失並重回小鎮。
桐繪 / 冰室桐繪
聲優：櫻田紅
和修同年的女孩，體型嬌小，總是充滿活力。興趣是拍攝電影，並喜歡使用爆炸場面來營造臨場感。自己雖然不參與電影演出，但實際上擁有高明的演技。她喜歡爆炸場面是在言葉的请求下演出来的，言葉在从林果处听闻摧毁小镇的计划后便请求桐繪假装自己喜欢爆炸场景，以骗取可能的实施者的信任，引蛇出洞。
言葉 / 真霧言葉
聲優：
比修大一歲的女孩，成績優秀的優等生。繪畫能力相當高明，不時會請修擔任自己的人體模特兒。与桐繪关系很好，经常在桐繪的电影中出演女主角。
咲夜 / 柊咲夜
聲優：
比修小一歲的女孩。個性冷淡且不常顯露感情。擅長設計服裝。
與哥哥柊義道在2017年食用了當年的生命與智慧之果，在哥哥主要策劃的小鎮破滅計劃被修多次阻止後，想到了讓修服用失去記憶的藥物「繆斯」的方法來讓修無力化，並讓小鎮破滅計劃得以成功。
實際上並不想看到小鎮毀壞，但因為義道只要失敗就會使用回溯能力且無力阻止，所以只得盡力幫忙哥哥的計劃，但暗中帮助开辟小镇居民逃生通道。
義道 / 柊義道
聲優：
咲夜的哥哥，戴著眼鏡的男性。擁有高明的美術手腕但不如天才林果而感到沮喪。後來渡良瀨惣一來到了小鎮，並讓他看了義大利的小鎮遭到燒毀時所畫的《克羅薩的失樂園》，讓義道開始想讓這個場面在日本的小鎮重現。
與咲夜食用了2017年的生命與智慧之果，但發動時間回溯的義道並沒有保持當時的記憶，所以讓小鎮起火的方法都是由留有記憶的咲夜安排。在修回溯的第十一次時因為咲夜不再干涉該計劃，使得自己一心追求的場面被阻止。
林果 / 神埼林果
聲優：相模戀
比修大一歲的女孩，和言葉是好朋友。本身是藝術天才，在渡良瀨惣一遴选小镇破灭计划实施者时与惣一面谈并断然拒绝。後來因為得知小鎮將要被破滅，而被小鎮的相關人員強迫服用繆斯並送往外界，與修便是在外面認識。修第十一次回溯時收到了修傳的簡訊，在修得知小鎮的真相，並受相關人員脅迫時出面救了修，並讓修服用了恢復記憶的反繆斯。事情全部解決後重新回到了小鎮。
莉莉修女 / 莉莉・厄爾哈特
聲優：櫻上水琥珀
聖亞雷亞學園的教師。性格認真，聽到黃色笑話時會面紅耳赤。她作为小镇管理团队的成员，知道小镇的内幕。

## 主題曲

開場曲
作詞：、a.k.a.dRESS，作曲、編曲：a.k.a.dRESS
主唱：ave;new feat.佐倉紗織
結尾曲
作詞：，作曲、編曲：橋咲透
主唱：solfa feat.

## 製作
Cabbage Soft於2018年7月發表最新作品《奇異恩典 -What color is your attribute?-》。負責作品企劃及與負責劇本。梱枝Riko負責原畫及角色設計，這是他繼負責《星戀＊閃爍》原畫之後又一次參與Cabbage Soft製作的遊戲。

## 漫畫
於《月刊Comic Alive》2018年10月號至2019年2月號連載。由作畫。
| 冊數 | KADOKAWA      | KADOKAWA               |
| 冊數 | 發售日期      | ISBN                   |
| ---- | ------------- | ---------------------- |
| 1    | 2019年1月23日 | ISBN 978-4-04-065277-1 |

## 網路廣播
以《奇異恩典 〜極光之夜〜》（アメイジング・グレイス〜オーロラナイト〜）為標題的網路廣播，2018年10月5日至12月14日在音泉放送，每隔周星期五更新。主持人為相模戀（飾演林果）與（飾演咲夜）。

## 評價
《奇異恩典 -What color is your attribute?-》在Getchu.com舉辦的美少女遊戲大賞2018中獲得綜合部門第5名、劇本部門第2名、音樂部門第3名、角色部門悠音第10名。於2018年度「萌系遊戲大賞」獲得劇本賞。

## 外部連結
- 官方网站 （日語）
- PS4版本遊戲官網（日語）
- 《奇異恩典 -What color is your attribute?-》在視覺小說數據庫的頁面 （英文）